# Capi di Stato della Serbia
Il presidente della Serbia è il capo di Stato della Repubblica di Serbia.
Il presidente della Repubblica (in serbo: Predsednik Republike) viene eletto direttamente per un incarico di cinque anni, limitato dalla Costituzione per un massimo di due mandati. Oltre ad essere comandante in capo delle forze armate serbe, il presidente ha il diritto formale di nominare il primo ministro con l'approvazione dell'Assemblea nazionale, e cura le relazioni internazionali del proprio paese. La sua residenza ufficiale è Novi Dvor.
Il presidente dell'Assemblea nazionale svolge il ruolo di presidente della Repubblica ad interim se il presidente si dimette dall'incarico durante il mandato.

## Elenco
L'elenco include i capi di Stato della Repubblica Socialista di Serbia, la nazione costitutiva della Repubblica Socialista Federale di Jugoslavia e i capi di Stato della Repubblica di Serbia (1990-2006), stato membro della Repubblica Federale di Jugoslavia e della Serbia e Montenegro. Fino al 1974 il capo dello Stato era il presidente del Parlamento.
  Lega dei Comunisti di Jugoslavia
  Partito Socialista di Serbia
  Alleanza Civica di Serbia
  Partito Democratico di Serbia
  Movimento del Rinnovamento Serbo
  G17 Plus
  Partito Democratico
  Partito Progressista Serbo
| Num.                                                                                           | Capo di Stato                                   | Capo di Stato | Capo di Stato                              | Date      | Inizio           | Fine             | Partito                                                 | Note |
| ---------------------------------------------------------------------------------------------- | ----------------------------------------------- | ------------- | ------------------------------------------ | --------- | ---------------- | ---------------- | ------------------------------------------------------- | --- |
| Presidente dell'Assemblea Antifascista di Liberazione del Popolo di Serbia (ASNOS) 1944 - 1945 |                                                 |               |                                            |           |                  |                  |                                                         | |
| N/A                                                                                            |                                                 |               | Siniša Stanković                           | 1892–1974 | 12 novembre 1944 | 7 aprile 1945    | Partito Comunista di Jugoslavia                         | Leader of Serbia's wartime assembly. |
| Presidente del Presidium dell'Assemblea del Popolo 1945 - 1953                                 |                                                 |               |                                            |           |                  |                  |                                                         | |
| 1                                                                                              |                                                 |               | Siniša Stanković                           | 1892–1974 | 7 aprile 1945    | marzo 1953       | Partito Comunista di Jugoslavia (rinominato)            | Il Partito Comunista di Jugoslavia si riforma e cambia nome in Lega dei Comunisti di Jugoslavia.                                                                                              |
| 1                                                                                              | Lega dei Comunisti di Jugoslavia (rinominato)   |               | Siniša Stanković                           | 1892–1974 | 7 aprile 1945    | marzo 1953       |                                                         | Il Partito Comunista di Jugoslavia si riforma e cambia nome in Lega dei Comunisti di Jugoslavia.                                                                                              |
| Presidente dell'Assemblea del Popolo 1953 - 1974                                               |                                                 |               |                                            |           |                  |                  |                                                         | |
| 2                                                                                              |                                                 |               | Petar Stambolić                            | 1912–2007 | dicembre 1953    | april 1957       | Lega dei Comunisti di Jugoslavia                        | Mantenne anche per una volta il ruolo di presidente della Presidenza di Jugoslavia, presidente del Consiglio Esecutivo Federale di Jugoslavia e presidente del Consiglio Esecutivo di Serbia. |
| 3                                                                                              |                                                 |               | Jovan Veselinov                            | 1906–1982 | aprile 1957      | 26 giugno 1963   | Lega dei Comunisti di Jugoslavia                        | Svolse anche un mandato da presidente del Consiglio Esecutivo di Serbia. |
| 4                                                                                              |                                                 |               | Dušan Petrović                             | 1914–1977 | 26 giugno 1963   | 6 maggio 1967    | Lega dei Comunisti di Jugoslavia                        | |
| 5                                                                                              |                                                 |               | Miloš Minić                                | 1914–2003 | 6 maggio 1967    | 6 maggio 1969    | Lega dei Comunisti di Jugoslavia                        | Fu anche sindaco di Belgrado, presidente del Consiglio Esecutivo di Serbia e ministro degli Affari Esteri di Jugoslavia.                                                                      |
| 6                                                                                              |                                                 |               | Dragoslav Marković                         | 1920–2005 | 6 maggio 1969    | 19 aprile 1974   | Lega dei Comunisti di Jugoslavia                        | |
| 7                                                                                              |                                                 |               | Živan Vasiljević                           | 1920–2007 | 19 aprile 1974   | 6 maggio 1974    | Lega dei Comunisti di Jugoslavia                        | |
| Presidente della Presidenza 1974 - 1991                                                        |                                                 |               |                                            |           |                  |                  |                                                         | |
| 8                                                                                              |                                                 |               | Dragoslav Marković                         | 1920–2005 | 6 maggio 1974    | 5 maggio 1978    | Lega dei Comunisti di Jugoslavia                        | |
| 9                                                                                              |                                                 |               | Dobrivoje Vidić                            | 1918–1991 | 5 maggio 1978    | 5 maggio 1982    | Lega dei Comunisti di Jugoslavia                        | |
| 10                                                                                             |                                                 |               | Nikola Ljubičić                            | 1916–2005 | 5 maggio 1982    | 5 maggio 1984    | Lega dei Comunisti di Jugoslavia                        | |
| 11                                                                                             |                                                 |               | Dušan Čkrebić                              | 1927–2022 | 5 maggio 1984    | 5 maggio 1985    | Lega dei Comunisti di Jugoslavia                        | Fu anche per un mandato presidente del Consiglio Esecutivo di Serbia. |
| 12                                                                                             |                                                 |               | Ivan Stambolić                             | 1936–2000 | 5 maggio 1985    | 14 dicembre 1987 | Lega dei Comunisti di Jugoslavia                        | Fu anche per un mandato presidente del Consiglio Esecutivo di Serbia. Assassinato nel 2000.                                                                                                   |
| 13                                                                                             |                                                 |               | Petar Gračanin                             | 1923–2004 | 14 dicembre 1987 | 20 marzo 1989    | Lega dei Comunisti di Jugoslavia                        | Ricoprì una volta anche l'incarico di capo di stato maggiore dell'esercito serbo. |
| N/A                                                                                            |                                                 |               | Ljubiša Igić (facente funzioni)            | 1941-2023 | 20 marzo 1989    | 8 maggio 1989    | Lega dei Comunisti di Jugoslavia                        | Facente funzioni. |
| 14                                                                                             |                                                 |               | Slobodan Milošević                         | 1941–2006 | 8 maggio 1989    | 11 gennaio 1991  | Lega dei Comunisti di Jugoslavia (fino al gennaio 1990) | La Lega dei Comunisti di Jugoslavia venne sciolta nel gennaio 1990 in sei partiti politici (uno per ogni nazione), in Serbia nacque il Partito Socialista di Serbia.                          |
| 14                                                                                             | Partito Socialista di Serbia (dal gennaio 1990) |               | Slobodan Milošević                         | 1941–2006 | 8 maggio 1989    | 11 gennaio 1991  |                                                         | La Lega dei Comunisti di Jugoslavia venne sciolta nel gennaio 1990 in sei partiti politici (uno per ogni nazione), in Serbia nacque il Partito Socialista di Serbia.                          |
| Presidente dal 1991                                                                            |                                                 |               |                                            |           |                  |                  |                                                         | |
| 14 (1)                                                                                         |                                                 |               | Slobodan Milošević                         | 1941–2006 | 11 gennaio 1991  | 23 luglio 1997   | Partito Socialista di Serbia                            | Ultimo presidente della Presidenza della Repubblica Socialista di Serbia. Primo presidente della Repubblica di Serbia.                                                                        |
| N/A                                                                                            |                                                 |               | Dragan Tomić (facente funzioni)            | 1936–2022 | 23 luglio 1997   | 29 dicembre 1997 | Partito Socialista di Serbia                            | Facente funzioni. |
| 15 (2)                                                                                         |                                                 |               | Milan Milutinović                          | 1942–2023 | 29 dicembre 1997 | 29 dicembre 2002 | Partito Socialista di Serbia                            | Secondo presidente della Repubblica di Serbia. |
| N/A                                                                                            |                                                 |               | Nataša Mićić (facente funzioni)            | 1965–     | 30 dicembre 2002 | 4 febbraio 2004  | Alleanza Civica di Serbia                               | Facente funzioni. Membro della coalizione Opposizione Democratica di Serbia. |
| N/A                                                                                            |                                                 |               | Dragan Maršićanin (facente funzioni)       | 1950–     | 4 febbraio 2004  | 3 marzo 2004     | Partito Democratico di Serbia                           | Facente funzioni. |
| N/A                                                                                            |                                                 |               | Vojislav Mihailović (facente funzioni)     | 1951–     | 3 marzo 2004     | 4 marzo 2004     | Movimento del Rinnovamento Serbo                        | Facente funzioni. Fu anche sindaco di Belgrado. |
| N/A                                                                                            |                                                 |               | Predrag Marković (facente funzioni)        | 1955–     | 4 marzo 2004     | 11 luglio 2004   | G17 Plus                                                | Facente funzioni. |
| 16 (3)                                                                                         |                                                 |               | Boris Tadić                                | 1958–     | 11 luglio 2004   | 5 aprile 2012    | Partito Democratico                                     | Terzo presidente della Repubblica di Serbia. La Serbia diventa indipendente il 5 giugno 2006.                                                                                                 |
| N/A                                                                                            |                                                 |               | Slavica Đukić Dejanović (facente funzioni) | 1951–     | 5 aprile 2012    | 31 maggio 2012   | Partito Socialista di Serbia                            | Facente funzioni. |
| 17 (4)                                                                                         |                                                 |               | Tomislav Nikolić                           | 1952–     | 31 maggio 2012   | 31 maggio 2017   | Partito Progressista Serbo                              | Quarto presidente della Repubblica di Serbia. |
| 18 (5)                                                                                         |                                                 |               | Aleksandar Vučić                           | 1970–     | 31 maggio 2017   | in carica        | Partito Progressista Serbo                              | Quinto presidente della Repubblica di Serbia. |